# Typhonia punctata
Typhonia punctata is een vlinder uit de familie van de zakjesdragers (Psychidae). De wetenschappelijke naam van de soort is, als Melasina punctata, voor het eerst geldig gepubliceerd in 1855 door Herrich-Schäffer.
De soort komt voor in Turkije, Georgië en Zuidwest-Europees Rusland.